# Sankt Tönis
Sankt Tönis is een kleine stad en tevens de bestuurlijke hoofdplaats van de Duitse gemeente Stadt Tönisvorst in de deelstaat Noordrijn-Westfalen. Tönisvorst ligt in de Kreis Viersen. Met ruim 23.000 inwoners is Sankt Tönis een van de grootste plaatsen in het district. Sankt Tönis heeft een oppervlakte van 17,79 km².

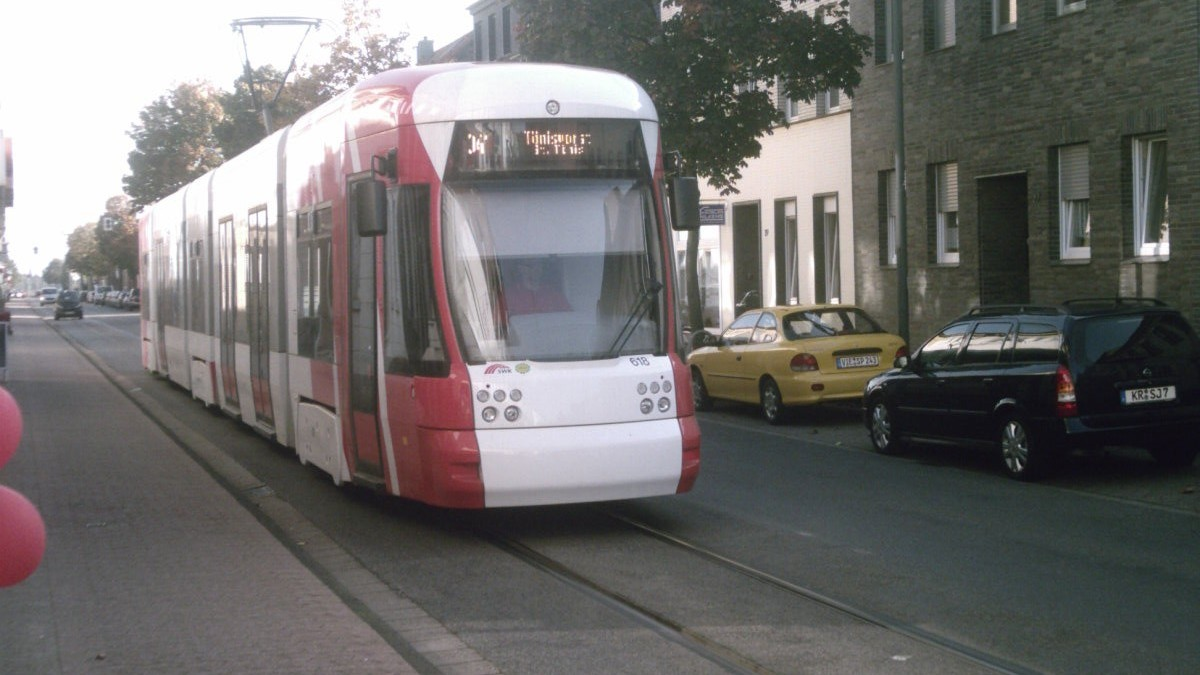
Sankt Tönis: de tram op de Krefelder Straße

## Geschiedenis
Sankt Tönis hoorde eeuwenlang tot het Aartssticht en Keurvorstendom Keulen, hetgeen meestal wordt afgekort tot "Keur-Keulen".

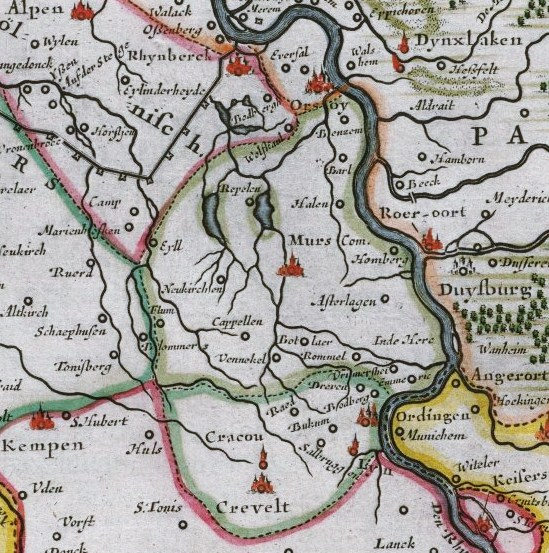
Een oud kaartje van 1635 toont onderaan het reeds op Keur-Keuls gebied liggende St.Tönis.

In het jaar 1380 werd Sankt Tönis op een oorkonde van de Keulse keurvorst en aartsbisschop Friedrich III von Saarwerden voor het eerst officieel vermeld, toen nog onder de naam "Neuenrath in der Osterheide".
De plaatsnaam veranderde in de loop der tijden herhaaldelijk: Uit "Neuenrath in der Osterheide" werd onder meer "S.Tonis", "St.Antonis an der Heide" en ten slotte de moderne benaming "Sankt Tönis".
In 1794 bezetten Franse revolutionaire troepen het gebied, waarna in 1798 het toenmalige Franse bestuur een gemeentelijke herindeling teweegbracht. Daardoor werd Sankt Tönis destijds onder de Franse naam "Mairie de St.Antoine" een zelfstandig burgemeersterij.
De Franse Tijd eindigde in 1814 met de nederlaag van Napoleon in de slag bij Waterloo. Als gevolg ervan kwam het gebied in 1815 bij het voormalige Koninkrijk Pruisen terecht, waarmee het in 1871 ook deel werd van het vroegere Duitse Rijk.
Na de Tweede Wereldoorlog werd Pruisen opgeheven en vervangen door een aantal nieuwe Duitse deelstaten. De gemeente Sankt Tönis werd in 1946 onderdeel van de nieuwe deelstaat Noordrijn-Westfalen. De deelstaat voerde aan het eind van de jaren zestig een gemeentelijke herindeling door, waarbij de gemeente Sankt Tönis (inclusief Laschenhütte) met de buurtgemeente Vorst (inclusief het Kehn) en enkele kleinere buitengebieden van de voormalige gemeenten Anrath en Neersen op 1 januari 1970 werd samengevoegd tot de nieuwe gemeente Tönisvorst.

## Bekende personen uit St.Tönis
- Hans Junkermann (1934-2022), wielrenner
- Walter Dahn (1954-2024) was een kunstschilder, fotograaf en musicus die in het begin van de jaren 1980 internationaal bekend werd en behoorde tot de belangrijkste Duitse vertegenwoordigers van de opkomende kunststroming 'de jonge wilden'.
- Margarethe Schreinemakers, een in Duitsland zeer bekende talkshowhost uit de Duitstalige televisie, is geboren op 27 juli 1958 in het nabije Krefeld en daarna in Sankt Tönis opgegroeid en ook naar school gegaan.[9]
Het meest succesvol was ze met het praatprogramma "Schreinemakers live".
In verband met een belastingaffaire haalde ze in 1996 de voorpagina's.
- Tobias Levels (* Sankt Tönis, 22 november 1986) is een Duits-Nederlands voetballer.
Sinds 2006 speelt hij in het eerste team van Borussia Mönchengladbach.

## Monumenten
Sankt Tönis beschikt in de Streuff-Mühle over een mooi stuk industrieel erfgoed.

## Infrastructuur

### Wegverkeer
Sankt Tönis is door meerdere zogenoemde Landesstraßen met de buitenwereld verbonden, als daar zijn:
- de L362: Kleef - Kempen - St.Tönis - Willich
- de L379: Hüls - St.Tönis - Münchheide
- de L475: Schwalmtal - Süchteln - Vorst - St.Tönis - Krefeld - Moers - Baerl - Orsoy

Bovendien zorgt er ook nog de districtsweg K22 voor een verbinding met de buurtplaats Oedt.
De dichtstbijzijnde aansluitingen aan het Duitse autosnelwegennet zijn:
- aan de A : "Kerken", "Kempen" en "Wachtendonk" (vanuit hier richting Venlo  )
- aan de A : "Münchheide", "Krefeld-Forstwald" en "Krefeld-Fichtenhain"
- aan de A : "Schiefbahn" en "Schwalmtal" (vanuit hier richting Roermond   )
- aan de A : "Süchteln" (vanuit hier richting Venlo (Keulse Barrière))

### Spoorwegverkeer
Sankt Tönis lag voorheen aan de CEG-spoorlijn vanuit Viersen (CEG) over Süchteln - Vorst - St.Tönis - Krefeld Nord - Hüls en Hülser Berg naar Moers, die in de volksmond ook "Schluff" wordt genoemd.
Het traject tussen Sankt Tönis en Hülser Berg wordt nog steeds geëxploiteerd als museumspoorweg Schluff, de rest van deze voormalige spoorlijn is intussen helemal stopgezet en gedemonteerd.
Tussen Sankt Tönis en Viersen is de voormalige spoorlijn nu grotendeels als fiets- en wandelpad in gebruik, waarvan het laatste stukje tussen Süchteln en Viersen-Rahser deel uitmaakt van het internationale fietswandelpad "Fietsallee Noordervaart".
De dichtstbijzijnde stations van het Duitse spoorwegennet, van waar gewone treinreizen hedendaags kunnen worden gedaan, zijn:
- het Station Kempen (Niederrhein)
- het Krefeld Hauptbahnhof
- het Station Forsthaus

### Bus- en tramverkeer

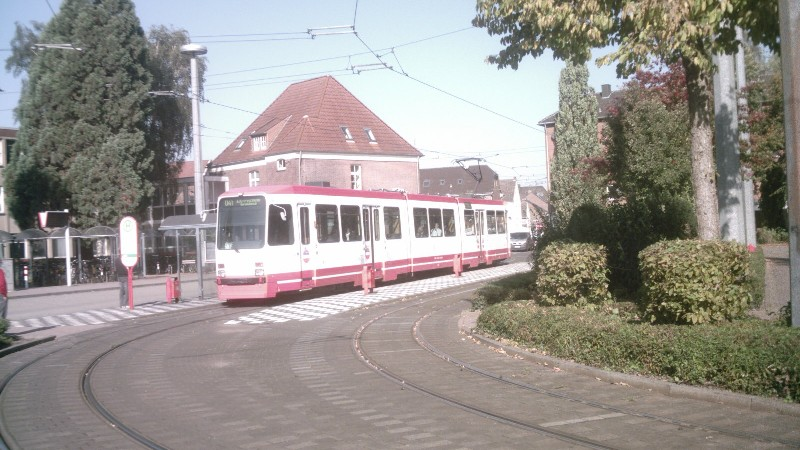
de tramhalte "Wilhelmplatz" in Sankt Tönis

#### De tram
Sankt Tönis is de enige plaats in het Viersense districtsgebied van voormaals acht, waar nog een tram rijdt, voorheen bestonden er ook trajecten in Willich, Schiefbahn, Neersen, Viersen, Süchteln, Dülken en Waldniel, die allemaal tijdens de jaren 50 of 60 van de 20e eeuw zijn worden stopgezet een door bustrajecten zijn worden vervangen.
De op het beeld rechts vertoonde tram-eindhalte "Wilhelmplatz" in Sankt Tönis is een tramhalte van records:
- Dit is met een hemelsbrede afstand van maar 19,5 km de vanuit Nederland dichtstbijzijnde Duitse tramhalte überhaupt.[2]
- Hier begint tegelijk de langst mogelijke tram rit van Duitsland helemaal:

Vanuit hier tot naar 't Wittense stadsdeel Heven is er (met overstappen) een rit van in totaal 102 km lengte alleen met trams of stadtbahnen mogelijk, zonder dat er nog een ander verkeersmiddel moet worden gebruikt.
De rit gaat via Krefeld, Meerbusch, Düsseldorf, Duisburg, Mülheim an der Ruhr, Essen, Gelsenkirchen, Bochum en Witen.

#### Busverkeer
Het volgende tabel vertoont naast de tram ook nog drie buslijnen, die alle door de Stadtwerke Krefeld (SWK) worden geëxploiteerd. Alle drie buslijnen hebben op de Wilhelmplatz steeds aansluiting met de tram.
| Type | Lijn | Route                                                                                   | Aansluitingen |
| ---- | ---- | --------------------------------------------------------------------------------------- | --- |
|      | 041  | Sankt Tönis ↔ Krefeld Hbf ↔ Krefeld-Fischeln                                            | Bij het Krefeldse centraalstation (Hbf) bestaat aansluiting met meerdere treinlijnen van 't Duitse spoorwegennet en ook met de Stadtbahn van Düsseldorf (lijn U 76)                           |
|      | 062  | Vinkrath ↔ Grefrath ↔ Mülhausen ↔ Oedt ↔ Vorst ↔ Kehn ↔ Sankt Tönis ↔ Krefeld-Forstwald | In Forstwald ligt de bus-halte "Laschenhütte" dicht bij het station Forsthaus aan de spoorlijn Mönchengladbach - Krefeld-Oppum.                                                               |
|      | 064  | Brüggen-Bracht ↔ Schaag ↔ Breyell ↔ Lobberich ↔ Süchteln ↔ Vorst ↔ Kehn ↔ Sankt Tönis   | Het station Breyell ligt rechtstreeks aan de spoorlijn Viersen - Venlo. De dichtstbijzijnde halte van de lijn 064 is met een afstand van 750m de "Lambertimarkt".                             |
|      | 068  | Kempen (Station) ↔ Sankt Tönis ↔ Krefeld-Forstwald                                      | Het station Kempen ligt aan de spoorlijn Keulen - Kranenburg. In Forstwald ligt de bus-halte "Laschenhütte" dicht bij het station Forsthaus aan de spoorlijn Mönchengladbach - Krefeld-Oppum. |
|      |      |                                                                                         | (Stand: november 2010) |

Bovendien bestaat er ook noch een zog. "Bürgerbus", die ongeveer overeenkomt met wat men in Nederlands kent als buurtbus.

Net als de nationale vervoerbewijzen in de Nederlandse buurtbussen zijn ook hier gewone vervoersbewijzen van het vervoersverbond VRR (een nationaal systeem bestaat in Duitsland niet) in de Bürgerbussen niet geldig. Maar anders dan bij de Nederlandse buurtbussen bestaan er bij de Bürgerbus niet minder maar méér haltes dan bij een gewone buslijn.

## Overig

### Dialect
Hier en daar wordt ook nog dialect gesproken, de lokale Nederrijnse streektaal hoort samen met het Limburgs bij de zogenaamde Zuid-Nederfrankische dialecten.

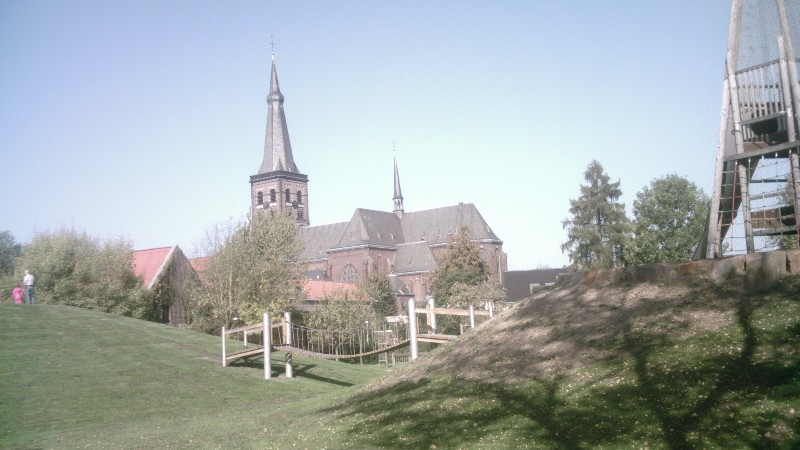
De rooms-katholieke kerk te Sankt Tönis, gezien vanuit de speeltuin aan de Dammstraße

### Afstand naar Nederland
De kortste afstand naar Nederland (Venlo, Groote Heide) is hemelsbreed gemeten ca. 19,0 km (vanaf de katholieke kerk te St.Tönis).

### De nabije omgeving
| plaatsen in de buurt | plaatsen in de buurt | plaatsen in de buurt | plaatsen in de buurt | plaatsen in de buurt   |
| -------------------- | -------------------- | -------------------- | -------------------- | ---------------------- |
| Kempen               |                      | Hüls                 |                      | Kempener Feld          |
|                      |                      |                      |                      |                        |
| Oedt                 | Krefeld              |                      |                      |                        |
|                      |                      |                      |                      |                        |
| Vorst                |                      | Kehn Anrath          |                      | Laschenhütte Forstwald |